# Nyctixalus moloch
Nyctixalus moloch é uma espécie de anfíbio da família Rhacophoridae.
Pode ser encontrada nos seguintes países: Índia, possivelmente Butão e possivelmente em China.
Os seus habitats naturais são: florestas subtropicais ou tropicais húmidas de baixa altitude, regiões subtropicais ou tropicais húmidas de alta altitude, matagal húmido tropical ou subtropical e áreas húmidas dominadas por vegetação arbustiva.
Está ameaçada por perda de habitat.